# Acontia coquillettii
Acontia coquillettii là một loài bướm đêm trong họ Noctuidae.